# Río Rasshevatka
El río Rasshevatka (del ruso: Расшеватка) es un río del krai de Stávropol y del krai de Krasnodar, en el sur de Rusia, afluente del Kalaly, que es tributario del Yegorlyk, que lo es del Manych Occidental, de la cuenca del Don.

## Curso
Nace en las llanuras del noroeste del krai de Stávropol, en el raión de Novoaleksándrovsk, 3 km al sur de Karmalinovskaya. Tiene una cuenca de 962 km² y discurre en sus 74 km de longitud en dirección predominantemente noroeste y norte, atravesando en su curso la mencionada localidad, Prisadovi, Karmalinovski, Vinogradni, Novoaleksándrovsk y Rasshevatskaya. A continuación entra en el raión de Bélaya Glina del krai de Krasnodar, donde deja en sus márgenes a Turkinski antes de desembocar en el Kalaly entre Ilínskaya y Uspénskaya.